# 小行星11142
小行星11142（11142 Facchini）是一颗绕太阳运转的小行星，为主小行星带小行星。该小行星于1997年1月7日发现。

## 轨道参数
小行星11142的轨道半长轴为2.9914983 UA，离心率为0.056。